# Pierre Part
Pierre Part est une census-designated place située dans la paroisse de l'Assomption, en Louisiane, aux États-Unis.

## Histoire
La ville fut fondée par des rescapés acadiens fuyant le nettoyage ethnique (Grand Dérangement) entrepris par les Britanniques en 1755. 
Après la Grande Dépression, nombreux sont les hommes qui durent abandonner leur métier de pêcheur pour aller chercher du travail dans le secteur pétrolier.
La plupart des habitants de Pierre Part sont d'origine française, les ancêtres venant soit d'Acadie, soit directement de France. Jusqu'au milieu du XXe siècle, le français cadien était parlé presque exclusivement dans tous les foyers, ce qui conduit les anglophones de l'extérieur à traiter les habitants d'« ignorants » et d'« arriérés ». Des années 1910 aux années 1970, des punitions corporelles étaient infligées sur tous les élèves parlant français à l'école. Aujourd'hui, seul 38,8% de la population parle cette langue à la maison. Cependant, l'enseignement du français a été réintroduit depuis les années 1990 grâce à la création de classes d'immersion à l'école élémentaire.